# Macromia eurynome
Macromia eurynome är en trollsländeart som beskrevs av Maurits Anne Lieftinck 1942. Macromia eurynome ingår i släktet Macromia och familjen skimmertrollsländor. Inga underarter finns listade i Catalogue of Life.